# Spiochaetopterus koreana
Spiochaetopterus koreana är en ringmaskart som beskrevs av Bhaud, Koh och Hong 2002. Spiochaetopterus koreana ingår i släktet Spiochaetopterus och familjen Chaetopteridae. Inga underarter finns listade i Catalogue of Life.